# Kostel svatého Matouše (Hradíšťko)
Kostel svatého Matouše je římskokatolický, orientovaný, filiální, dříve farní kostel v Hradíšťku, části obce Žeretice. Od 22. února 1994 je chráněn jako kulturní památka. Je situován na vysokém návrší nad říčkou Cidlinou. Je architektonickou dominantou obce a okolní krajiny.

## Historie
Kostel je na místě původní kaple je poprvé zmiňován v roce 1384. Raně barokně byl přestavěn v letech 1674–1677. Další větší pozdně barokní úpravy byly realizovány v roce 1792.

## Architektura
Jednolodní stavba obdélníkového půdorysu s trojboce uzavřeným presbytářem. Presbytář je sklenutý valenou klenbou s konchou v závěru. Triumfální oblouk je půlkruhový, loď je sklenuta valeně s výsečemi. Strop kostela je vyzdoben štuky a malbami z konce 17. století. Před západním průčelím se tyčí mohutná hranolová patrová věž, s nastavěným zvýšeným polopatrem a umístěným hodinovým ciferníkem, římsa je přesahující profilovaná, zastřešení jehlancové, segmentově osmidílné, zakončené lucernou, ve vrcholu je latinský kříž. Patra věže jsou oddělena oplechovanými profilovanými římsami, v nárožích jsou pilastrové polosloupy zakončené profilovanými hlavicemi. Hlavní vstup do kostela je od západní strany z podvěží, dřevěné dvoukřídlé dveře jsou osazeny v pravoúhlém kamenném ostění, nad vstupem je zaslepené segmentové okno. Okna věže a lodi jsou obdélná, dělená do čtvercových tabulek, v horním plném segmentu dělená do lichoběžníků. Fasáda je prolomena lizénovými rámci. Obvodová podokapní římsa lodi i presbytáře je přesahující profilovaná. Do prostoru hřbitova je přistavěna k severní straně presbytáře patrová sakristie se čtvercovými okny v přízemí a obdélnými v prvním nadzemních podlaží, obojí v kamenném ostění. Krov sakristie je polovalbový, krov lodi je bedněný, sedlový s polovalbou nad prostorem presbytáře. Střecha je krytá plechovými šablonami. Nad presbytářem je ve střeše sanktusová věžička.

## Okolí kostela
Ohradní zeď okolo Hřbitova a kostela je obdélná, hlavní vstupní brána na hřbitov je ze západní strany, další vstup je na jižní straně. Zdivo ohradní zdi je smíšené z pískovcových bloků a cihel, na severovýchodní straně je zeď částečně rozebraná. Před západním vstupem do areálu kostela je vlevo pískovcová socha sv. Josefa s Ježíškem a vpravo socha Panny Marie, obě na kvádrových pilířích a v podživotní velikosti. Severozápadně od kostela je situovaná fara obdélného půdorysu. V koutě hřbitova je vrcholně barokní osmiboká márnice z první třetiny 18. století s jehlanovou střechou.

## Bohoslužby
Pravidelné bohoslužby se v kostele nekonají.

## Galerie

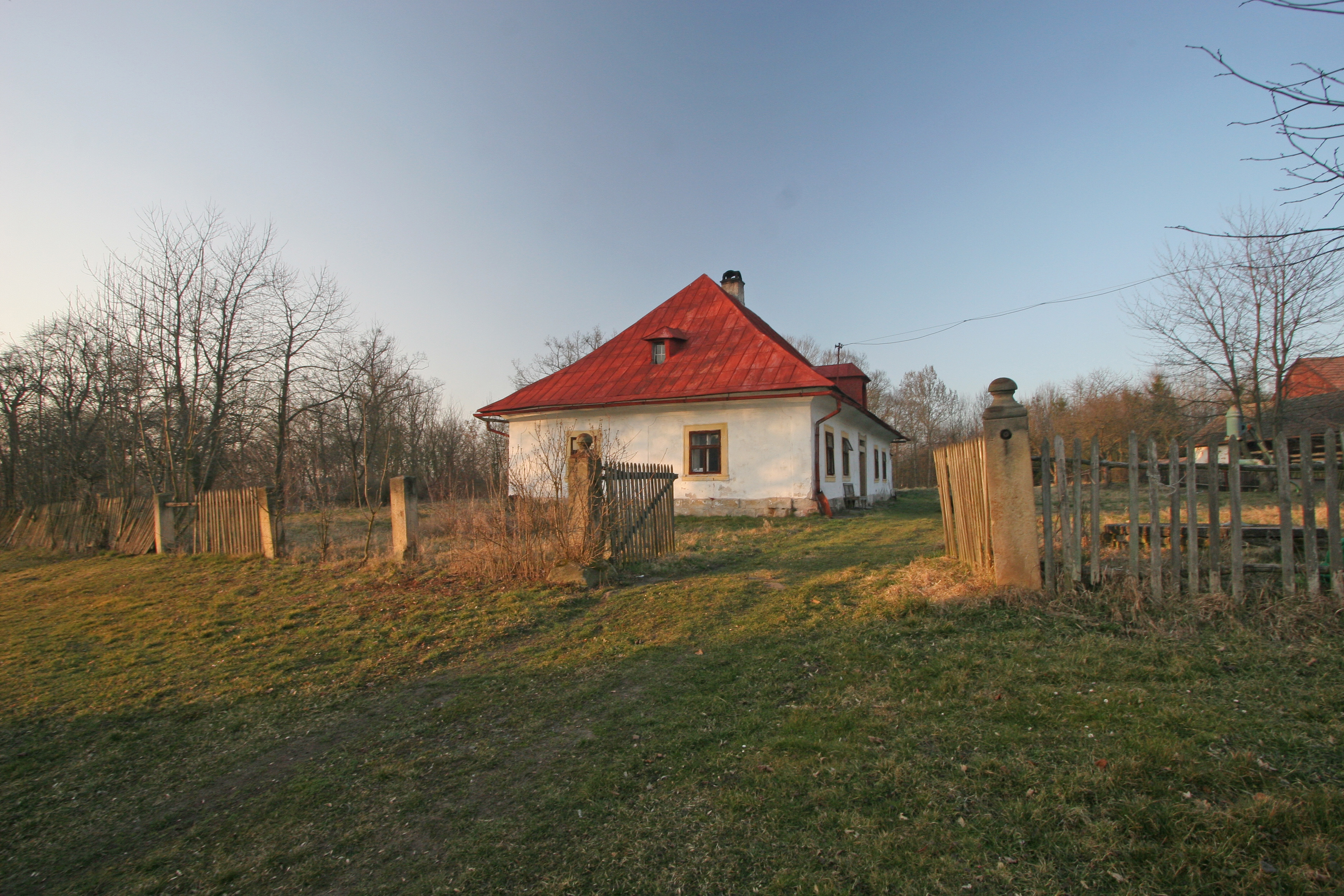
Fara
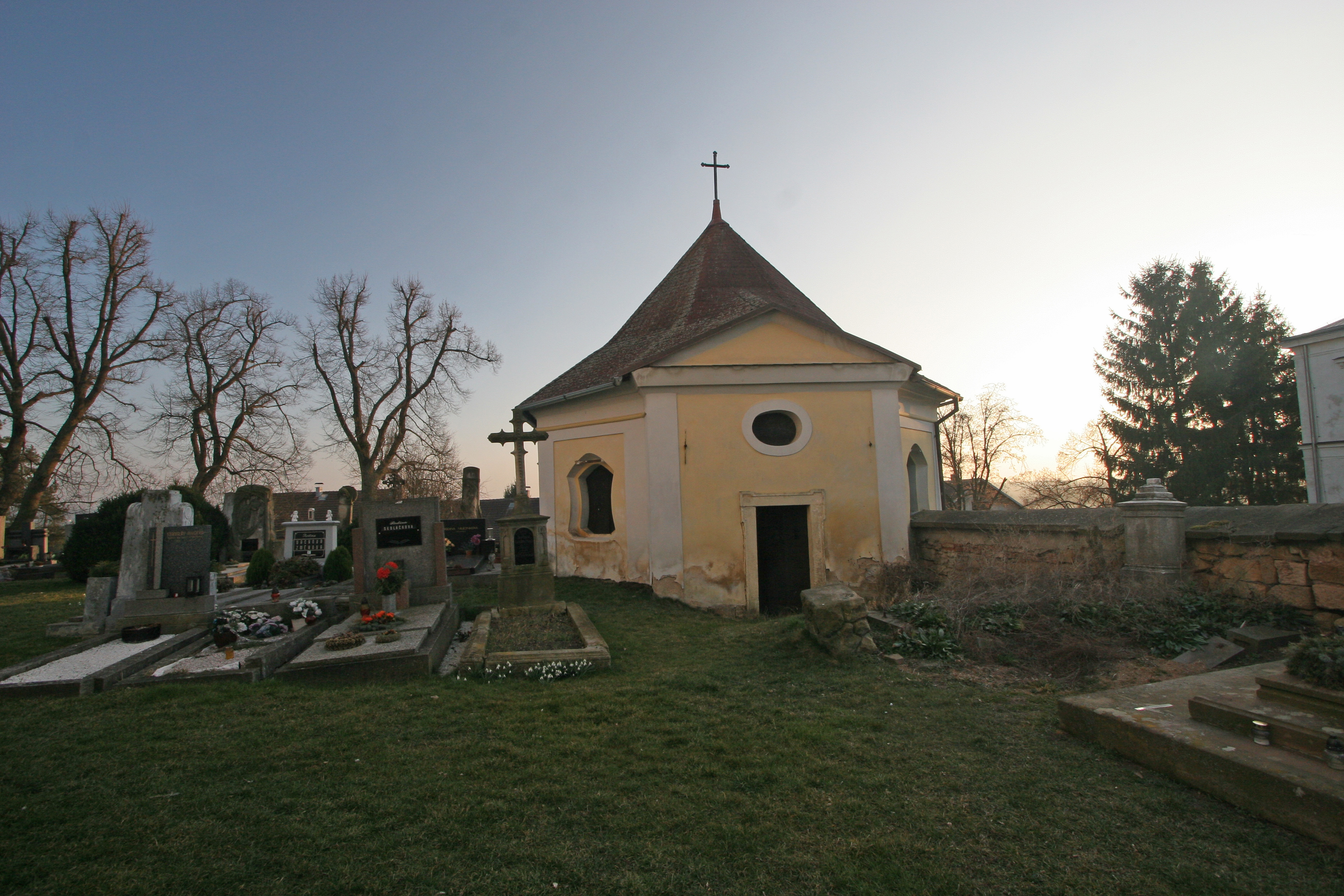
Márnice
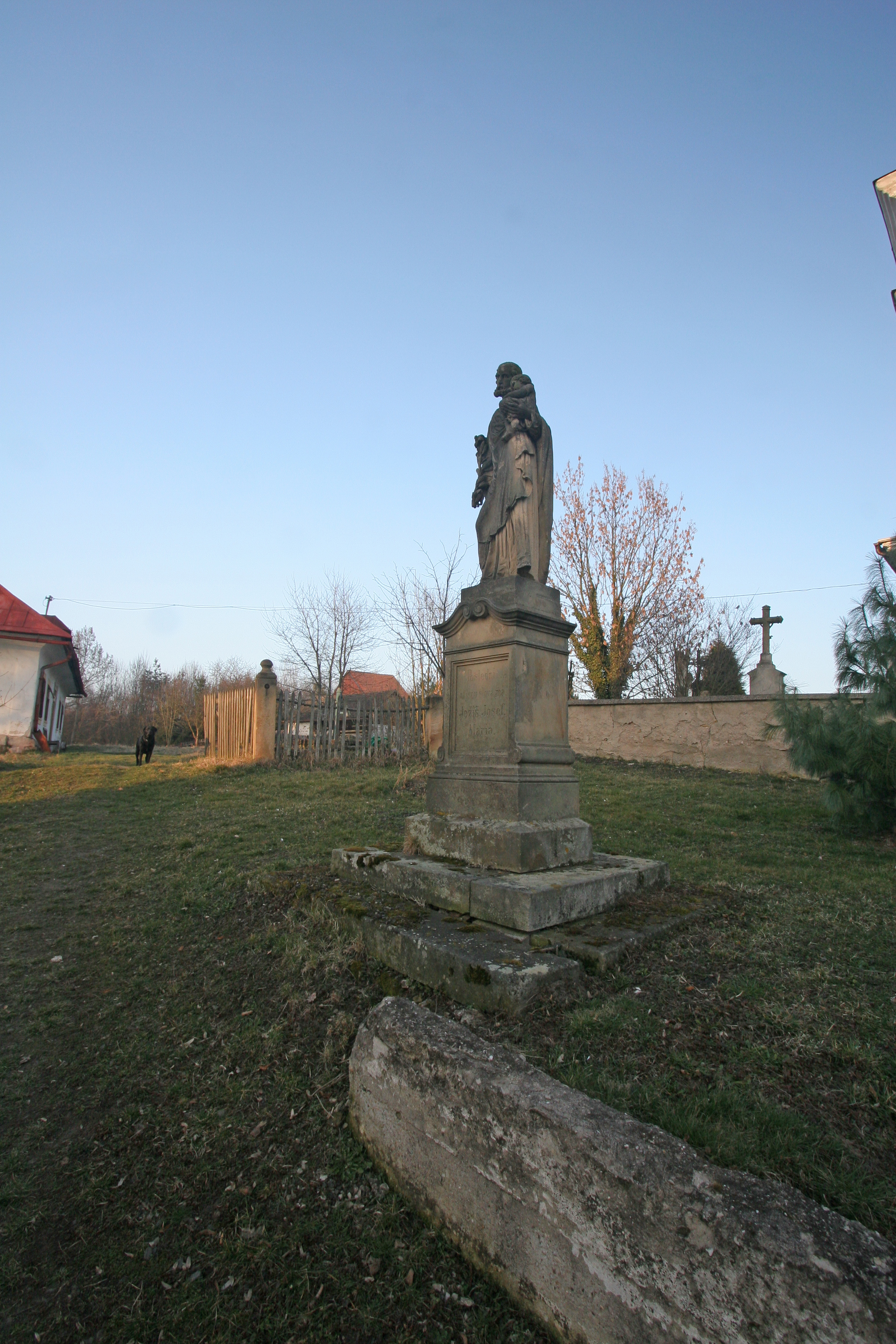
Socha sv. Josefa s Ježíškem
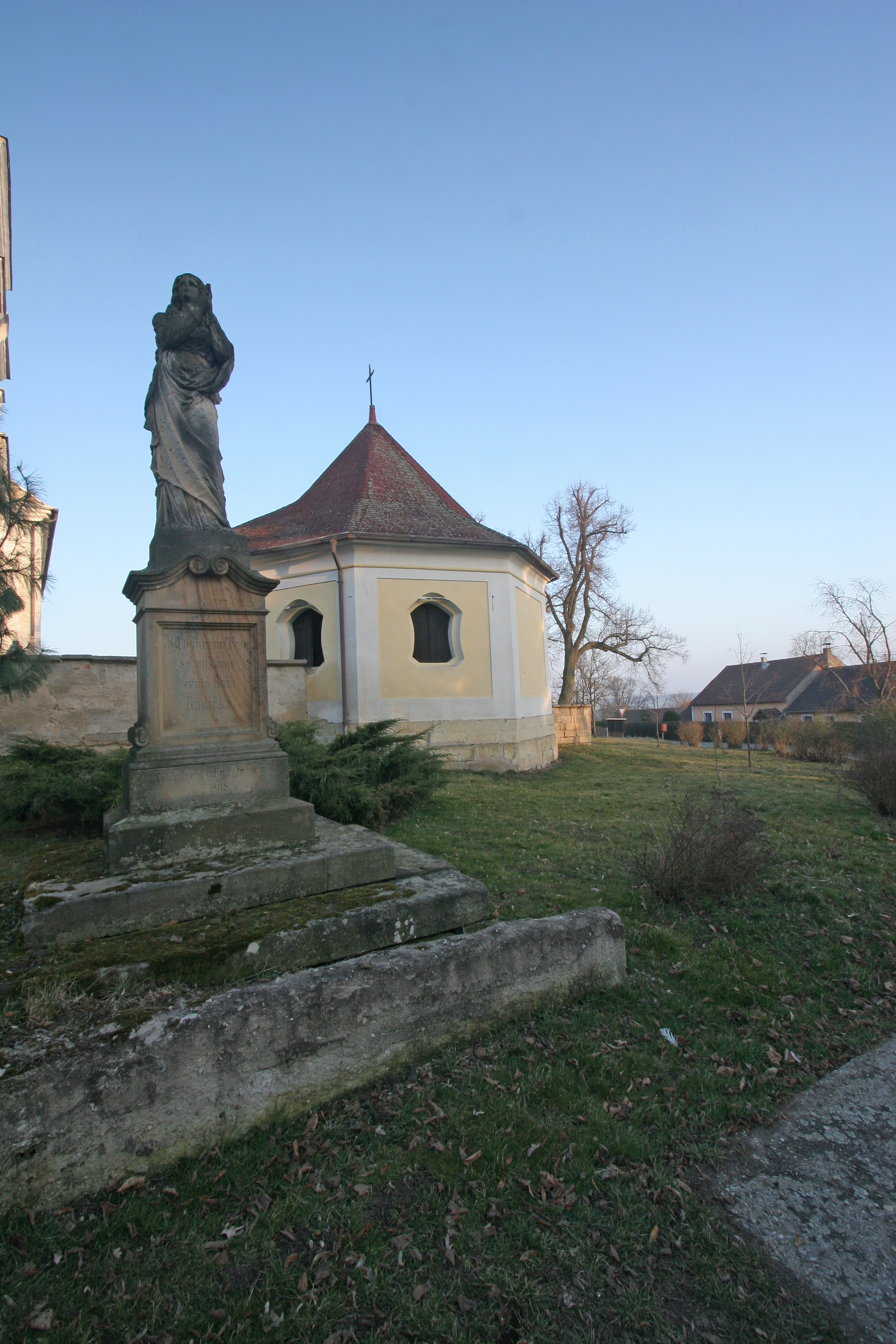
Socha Panny Marie
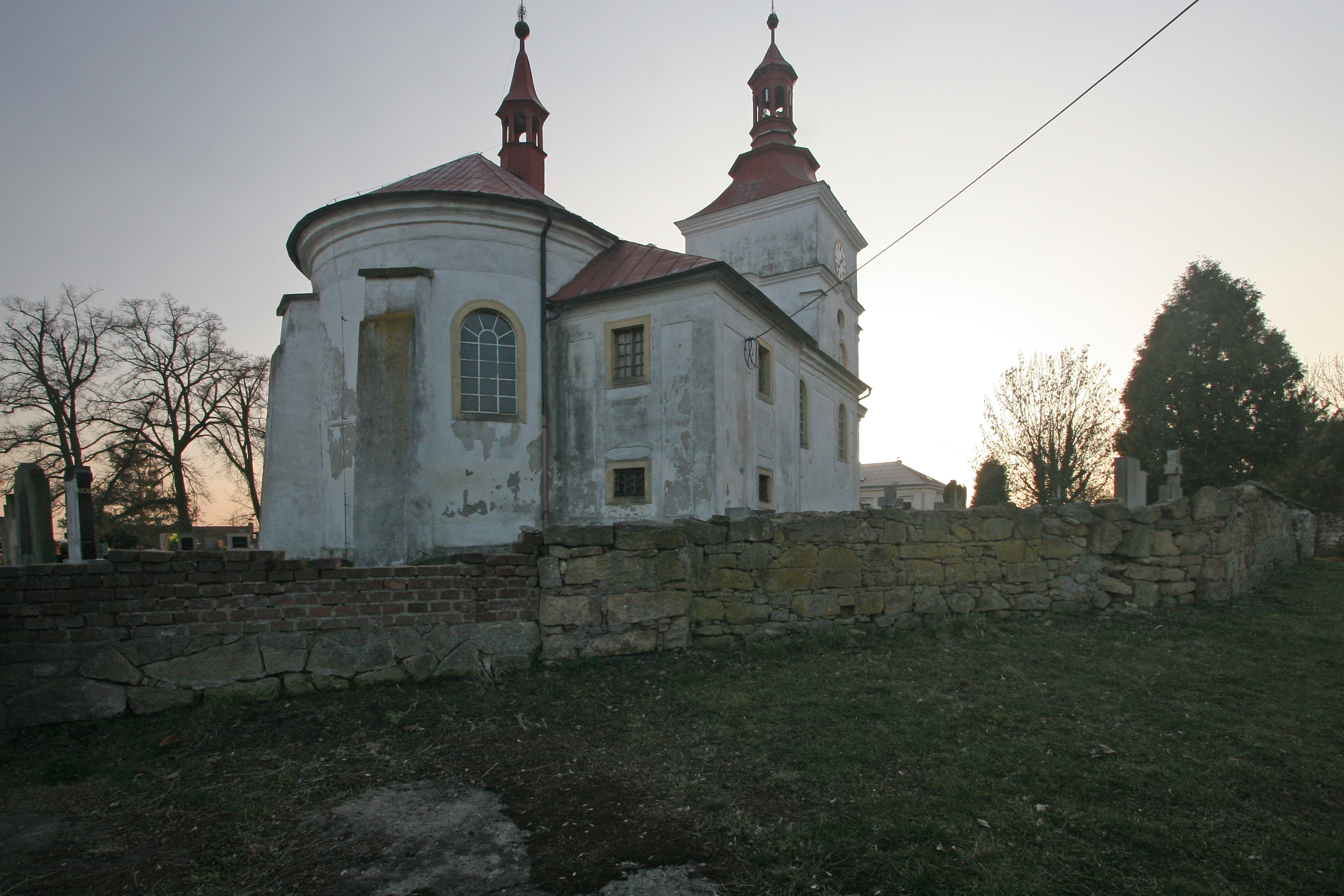
Kostel se hřbitovní zdí